# James D. Walker
James D. Walker (Kentucky, 1830. december 13. – Fayetteville, 1906. október 17.) az Amerikai Egyesült Államok szenátora (Arkansas, 1879–1885).